# Домбрувка (гміна Адамув)
Домбрувка (пол. Dąbrówka) — село в Польщі, у гміні Адамув Луківського повіту Люблінського воєводства.
Населення — 165 осіб (2011).
У 1975-1998 роках село належало до Седлецького воєводства.

## Демографія
Демографічна структура станом на 31 березня 2011 року:
|          | Загалом | Допрацездатний вік | Працездатний вік | Постпрацездатний вік |
| -------- | ------- | ------------------ | ---------------- | -------------------- |
| Чоловіки | 75      | 15                 | 52               | 8                    |
| Жінки    | 90      | 20                 | 49               | 21                   |
| Разом    | 165     | 35                 | 101              | 29                   |